# Sommer-Paralympics 2012/Teilnehmer (Mali)
| stlisierte Goldmedaille | stlisierte Silbermedaille | stlisierte Bronzemedaille |
| ----------------------- | ------------------------- | ------------------------- |
| —                       | —                         | —                         |

Mali entsandte einen männlichen Sportler zu den Paralympischen Sommerspielen 2012 in London.

## Teilnehmer nach Sportart

### Leichtathletik
Männer:
- Mahamane Sacko er erreichte nur den 10. Platz